# كلود بومبيدو

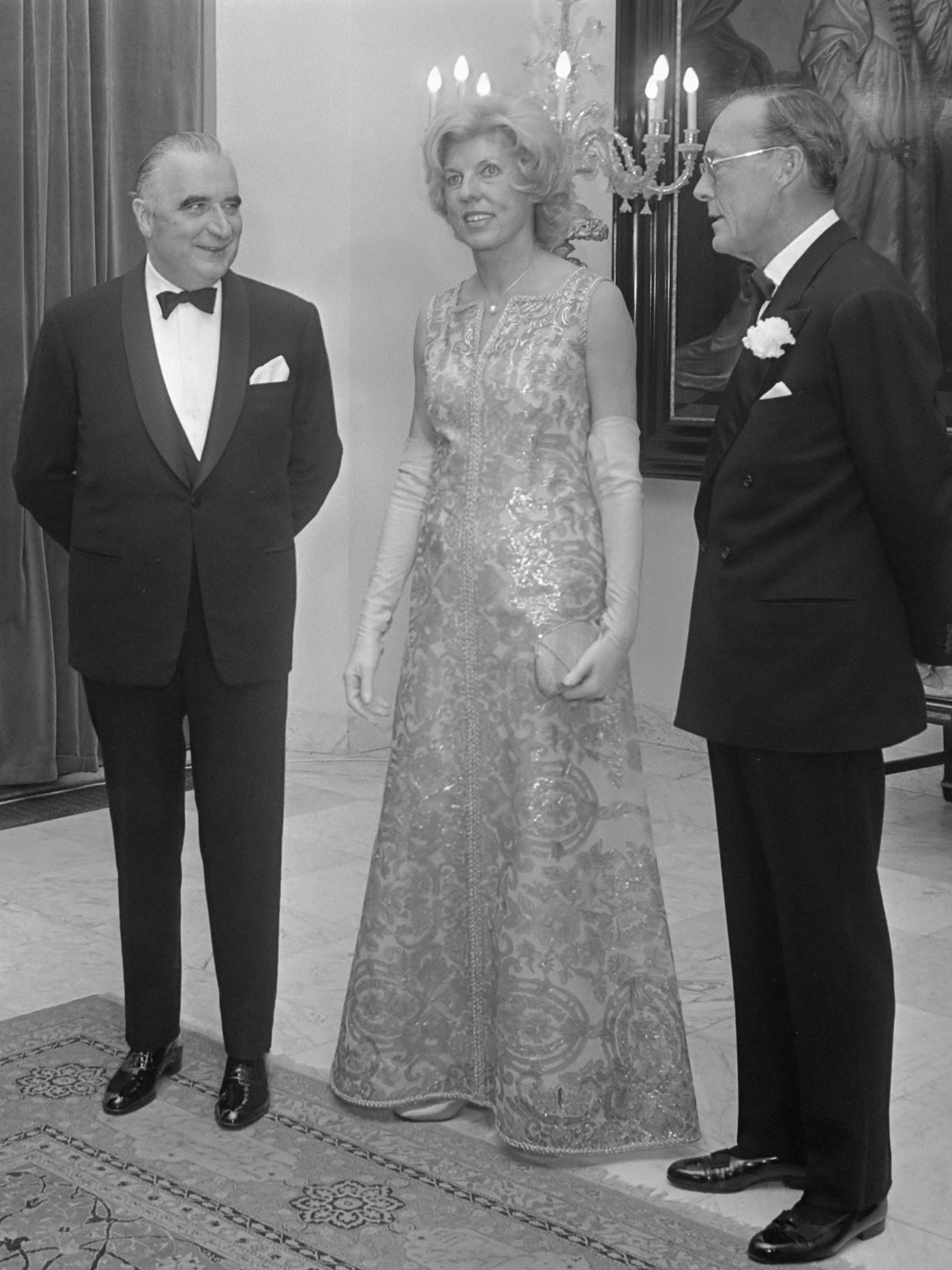
كلود بومبيدو

كلود جاكلين بومبيدو (بالفرنسية: Claude Jacqueline Pompidou)‏، ولدت في (13 نوفمبر 1912 - 3 يوليو 2007)، هي زوجة رئيس فرنسا جورج بومبيدو، وكانت فاعلة خير وراعية للفن الحديث، وخاصة من خلال مركز جورج بومبيدو.

## الحياة قبل السياسة
ولدت كلود جاكلين كاهور في شاتو جونتييه، مايين، وهي واحدة من ابنتين لطبيب، توفيت والدتها عندما كانت في الثالثة من عمرها.
انتقلت إلى باريس لدراسة القانون، وقابلت جورج بومبيدو، زوجها المستقبلي، خلال السنة الأولى من دراستها، وكان يعمل مدرسًا للأدب في مدرسة ثانوية، وتزوجا عام 1935، ولديها ابن بالتبني وهو آلان بومبيدو في عام 1942.
قاتل جورج بومبيدو في معركة فرنسا في الحرب العالمية الثانية، قبل أن يستأنف مسيرته المهنية كمدرس، وانضم إلى طاقم شارل ديغول بعد تحرير فرنسا، ثم انضم إلى دو روتشيلد فرير كمصرفي في عام 1953، وأصبح مديرًا عامًا لأحد البنوك في عام 1956.

## الحياة بعد السياسة
عيّن ديغول جورج بومبيدو رئيسًا لوزراء فرنسا في عام 1962، وعمل حتى عام 1968، ولم ينتقل الزوجان إلى المقر الرسمي لرئيس الوزراء في فندق ماتينيون، بل أقاما بدلاً من ذلك في شقتهما في إيل سانت لويس، ونال بومبيدو إشادة عامة لتعامله مع إضراب مايو 1968 ولكنه تسبب في احتكاك مع ديغول، مما أدى إلى استقالته من رئاسة الوزراء بمجرد انتهاء الأزمة، وفي الوقت نفسه، لوحظ اهتمام السيدة بومبيدو بالموضة.
ترشح بومبيدو للرئاسة في عام 1969 وانتُخب، لكن السيدة بومبيدو لم تستمتع بالحياة السياسية، حيث وصفت قصر الإليزيه بأنه «بيت الحزن»، وأعاد الزوجان تزيين غرفه على الطراز الحديث، بجدران من الألومنيوم المطلي وسجاد ملون من تصميم يعقوب أغام، ومفروشات ناعمة من تصميم بيير بولين، وتوفي زوجها في منصبه عام 1974، وأزيل الرئيس القادم، فاليري جيسكار ديستان، الأوسمة الجريئة.

## العمل الخيري
في عام 1970، أنشأت السيدة بومبيدو مؤسسة كلود بومبيدو لمساعدة الأطفال المعوقين وكبار السن والمرضى في المستشفى، وشغل جاك شيراك منصب أمين صندوق المؤسسة لأكثر من ثلاثة عقود، وأصبحت زوجته برناديت شيراك رئيسة للمؤسسة بعد وفاة السيدة بومبيدو.

## مركز بومبيدو
لعبت بومبيدو دورًا رئيسيًا في إنشاء مركز جورج بومبيدو، وقد صُمم المبنى من قِبل رينزو بيانو وريتشارد روجرز (ويقال أن جورج بومبيدو لم يوافق على اختيار لجنة التحكيم الذين التقطت بيانو وروجرز، وأنه كان يفضل العمارة الكلاسيكية أكثر) واختيار الأعمال الفنية للمركز كان يعتمد إلى حد كبير على معرفتها بأذواق زوجها، وكانت مستوحاة بشكل خاص من عمل إيف كلاين، واستمرت بومبيدو في لعب دور نشط في الحياة الفنية الفرنسية في العقود اللاحقة، كما لعبت دورًا نشطًا في المؤسسة.
وفي عام 1997 نشرت مذاكراتها، وتوفيت في باريس، وعُقدت مراسم الجنازة في كنيسة "Saint-Louis-en-l'Île" بحضور الرئيس الفرنسي نيكولا ساركوزي، والرئيس السابق جاك شيراك، فرح ديبا، والأميرة كارولين، موريس دريون وسيدة الأعمال ليليان بيتنكور.